# Tornata
Tornata (Turnada in dialetto cremonese) è un comune italiano di 398 abitanti della provincia di Cremona, in Lombardia.

## Storia

### Simboli
Lo stemma del Comune di Tornata è stato concesso con decreto del presidente della Repubblica del 30 novembre 2005.
(D.P.R. 30.11.2005)
Il gonfalone è un drappo di giallo.

## Monumenti e luoghi d'interesse
- Chiesa di Sant'Antonio Abate e Sant'Ambrogio Vescovo

## Società

### Evoluzione demografica
Abitanti censiti